# Georges Roy
Automobiles Georges Roy war ein französischer Hersteller von Automobilen und Nutzfahrzeugen.

## Unternehmensgeschichte
Das Unternehmen aus Bordeaux begann 1906 mit der Produktion von Automobilen und Nutzfahrzeugen. Der Markenname lautete Georges Roy. 1930 endete die Pkw-Produktion und 1931 oder 1932 die Nutzfahrzeugproduktion.

## Fahrzeuge
Zu Beginn gab es ein Einzylindermodell mit 1100 cm³ Hubraum, ein Zweizylindermodell mit 2900 cm³ Hubraum und ein Vierzylindermodell mit 4600 cm³ Hubraum, die jeweils mit Dreiganggetriebe ausgestattet waren. 1907 kam ein Sechszylindermodell mit 10.200 cm³ Hubraum dazu. 1908 bestand das Angebot aus Vierzylindermodellen mit 2900 cm³, 3800 cm³ und 5900 cm³ Hubraum sowie einem Sechszylindermodell mit 8500 cm³ Hubraum. 1909 gab es nur die Vierzylindermodelle des Vorjahres. 1910 wurde zwei neue Modelle vorgestellt, deren Zylindermaße identisch waren: 80 mm Zylinderbohrung und 110 mm Kolbenhub ergaben beim Vierzylindermotor 2212 cm³ und beim Sechszylindermotor 3317 cm³ Hubraum. 1912 erschien das Modell 20 CV mit Sechszylindermotor und 3600 cm³ Hubraum, und 1913 ein kleines Modell mit 1500 cm³ Hubraum.
Nach dem Ersten Weltkrieg erschien 1919 das Modell OB, auch 14 CV genannt, mit 3000 cm³ Hubraum, das 1923 zum OBD weiterentwickelt wurde. Außerdem gab es ab 1920 das kleinere Modell SB, auch 10 CV genannt, mit Vierzylindermotor, 1539 cm³ Hubraum und 21 PS, das etwa 1923 zum SBD weiterentwickelt wurde.

## Bildergalerie

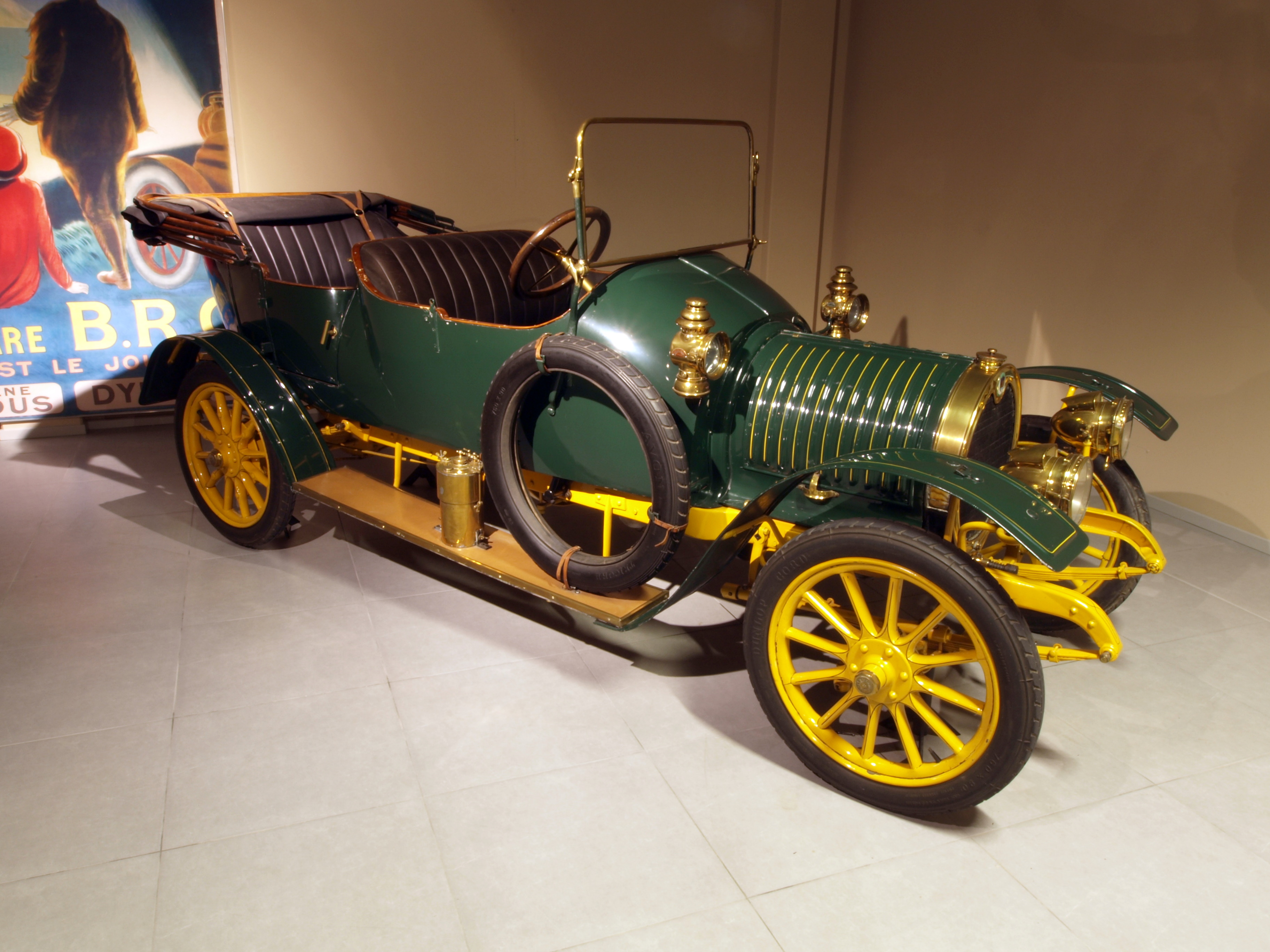
Georges Roy von (1909)
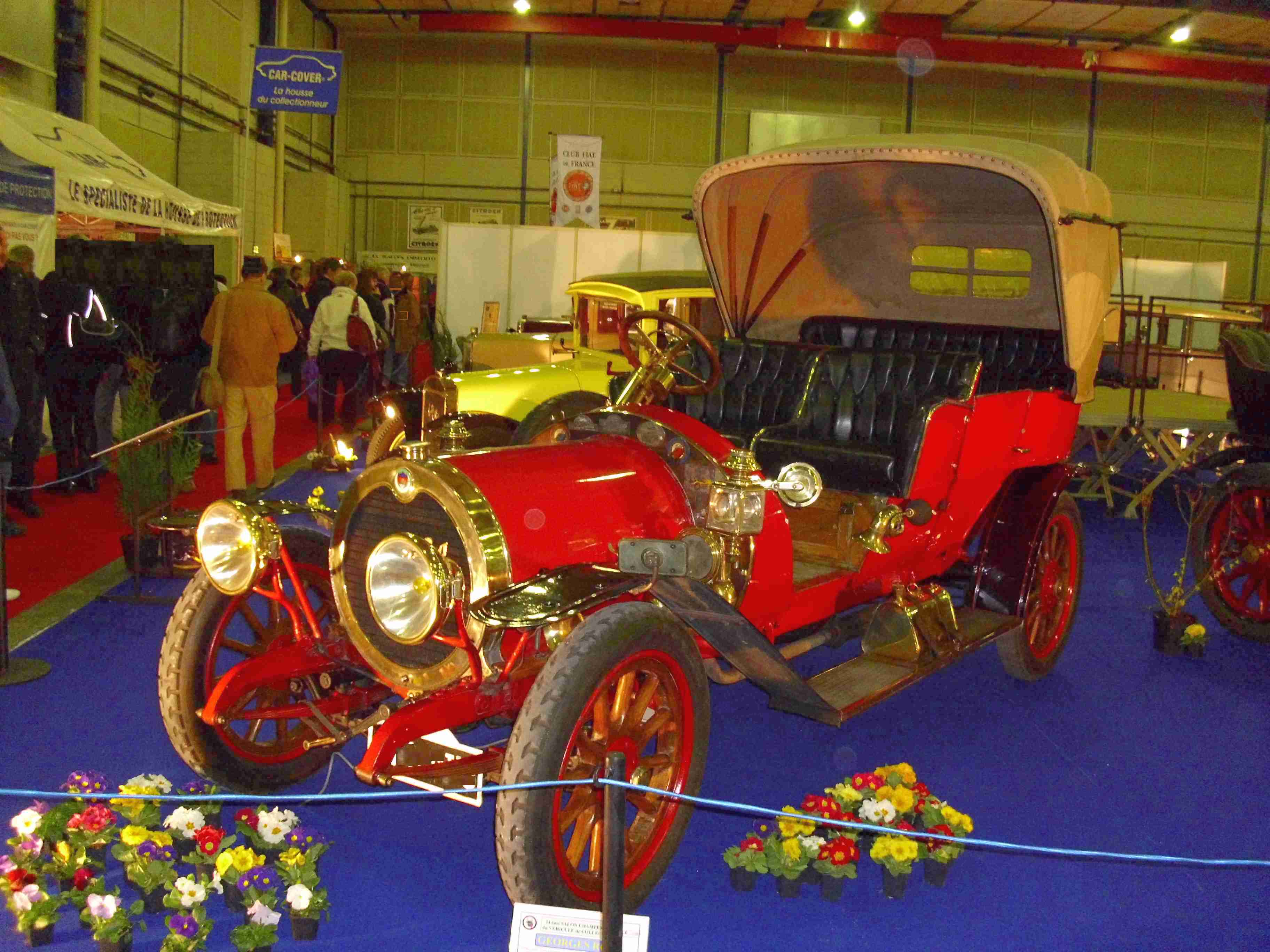
Georges Roy (1910)
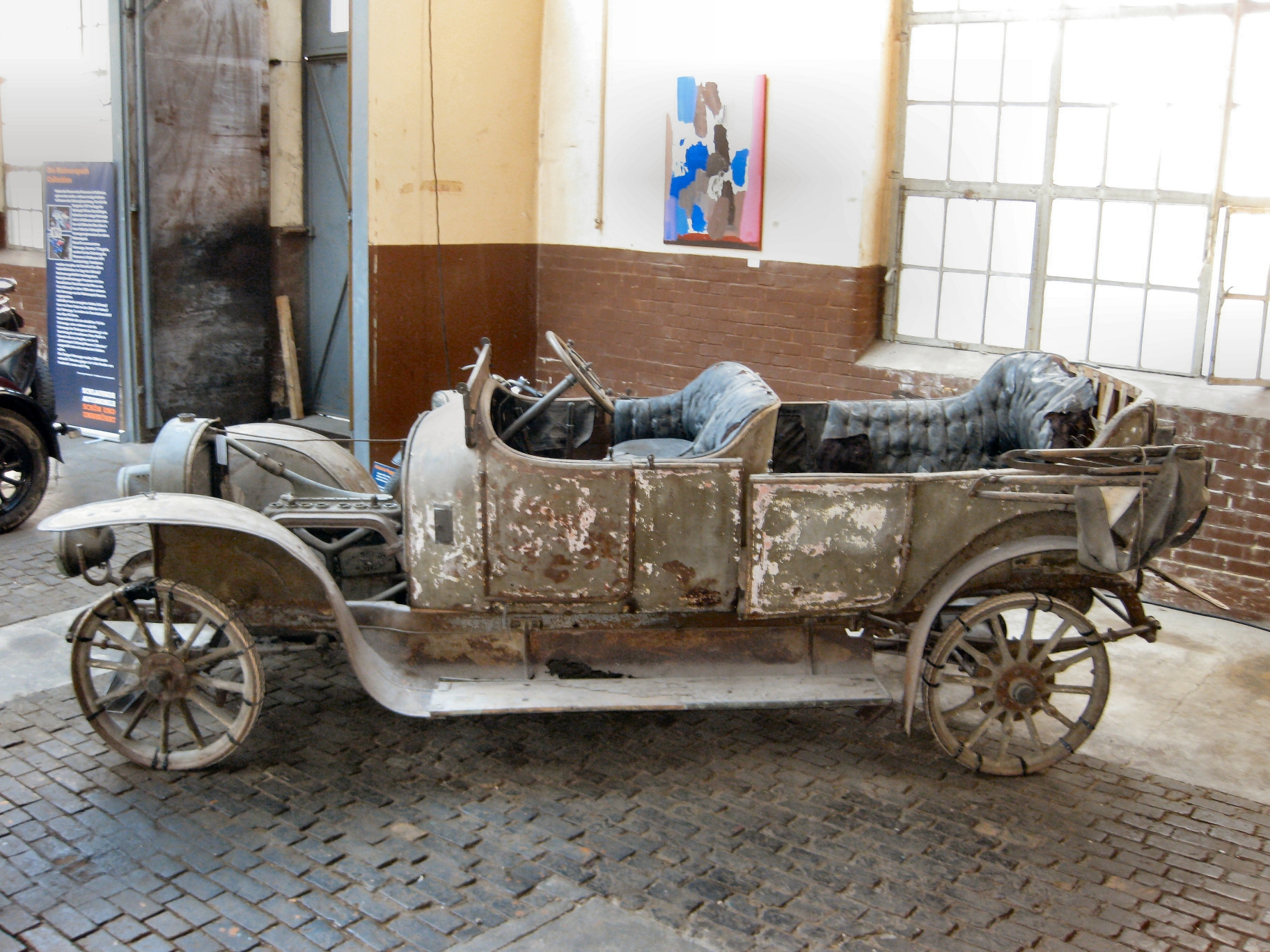
George Roy (1912) aus Sammlung Schlumpf